# Estadio de Nervión
El Estadio de Nervión fue un estadio multipropósito situado en el barrio del mismo nombre de la ciudad de Sevilla (España). Inaugurado en 1928, tenía capacidad para 23 000 espectadores, y fue clausurado en 1958, siendo sustituido por el Estadio Ramón Sánchez-Pizjuán como sede del Sevilla F. C.. El Sánchez Pizjuán se encuentra junto al viejo Nervión, que había sustituido a su vez al Estadio Reina Victoria como sede del Sevilla.

## Historia
El Sevilla F. C., que disputaba sus encuentros en el Estadio Reina Victoria, debió abandonar esta instalación debido a la celebración en el mismo de parte de la Exposición Iberoamericana de Sevilla de 1929. Fue por ello que su presidente Juan Domínguez Osborne alquiló unos terrenos junto a la carretera de Alcalá en el barrio de Nervión para la construcción de un nuevo estadio. Este, que llevaría el nombre del barrio, fue construido inicialmente con un aforo de 12 000 localidades, aunque pronto fue ampliado hasta las 23 000.
Fue inaugurado el 7 de octubre de 1928 en un encuentro amistoso entre el Sevilla, que militaba en Segunda División, y el Real Betis Balompié, su gran rival deportivo, que se llevó el triunfo por 1-2.
El 18 de febrero de 1934, el equipo sevillista consiguió el ascenso a la Primera División, por lo que a partir de la temporada 1934-35 el estadio albergó encuentros de la máxima categoría. En abril de ese año, el presidente Ramón Sánchez-Pizjuán formalizó la compra de los terrenos donde se ubicaba el estadio, más otra parcela adyacente donde se proyectaba la construcción de uno nuevo. El montante de la operación ascendió a 429 000 pesetas.
Tras el parón en la competición obligado por la Guerra Civil Española, el Sevilla vivió años gloriosos, consiguiendo el título de campeón de Liga en la temporada 1945-46, al imponerse por un punto de diferencia al F. C. Barcelona.
El 15 de marzo de 1942, Nervión fue escenario del único encuentro internacional de su historia, un partido amistoso en el que España derrotó a Francia por 4-0, con dos goles de Paco Campos y uno de Mundo y Epi. En ese encuentro debutó además como internacional el jugador sevillista Andrés Mateo.
Nervión comenzó a quedarse pequeño para los nuevos tiempos, y el club emprendió la construcción de un moderno estadio en el terreno adyacente a donde se levantaba. El nuevo campo, llamado Estadio Ramón Sánchez-Pizjuán, en homenaje al antiguo presidente sevillista fallecido en 1956, fue inaugurado el 7 de septiembre de 1958 en un encuentro amistoso entre el Sevilla y el Real Jaén. El viejo estadio fue demolido, y en su lugar fue levantado años más tarde un centro comercial.
Las categorías inferiores del Sevilla, principalmente su equipo filial el Sevilla Atlético, juegan sus encuentros en la Ciudad Deportiva José Ramón Cisneros Palacios, en un pequeño y moderno estadio que fue denominado Viejo Nervión antes de pasar a llamarse Estadio Jesús Navas.